# Karl Theodor Gier

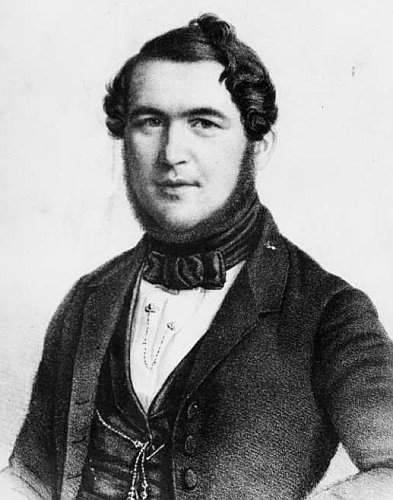
Karl Theodor Gier

Karl Theodor Gier (* 9. November 1796 in Mühlhausen, Provinz Sachsen; † 10. November 1856 ebenda) war ein deutscher Jurist und Politiker.

## Leben
Gier studierte in Jena Medizin und Rechtswissenschaften und nahm als Urburschenschafter (Mitglied seit 1817) an den Befreiungskriegen teil. Im Jahr 1815 diente er als Freiwilliger Jäger. Im Jahr 1821 wurde er als jüngstes Mitglied in den Magistrat der Stadt Mühlhausen berufen und in seinem 33. Lebensjahr 1829 zum Bürgermeister gewählt.
Er war ein konsequenter Verfechter bürgerlich-liberalen Gedanken und gehörte 1847 zunächst dem Vereinigten Landtag und als Abgeordneter der Casino-Fraktion vom 17. März bis 25. April 1849 für den 21. Wahlkreis der Provinz Sachsen (Mühlhausen) der Frankfurter Nationalversammlung an. Aus diesem Grund wurde er 1849 auf Erlass des preußischen Königs Friedrich Wilhelm IV. als Bürgermeister abgesetzt. Obwohl Gier 1850 seine Wiedereinsetzung in dieses Amt erreicht hatte, versagte ihm der König im Jahr 1856 die Zustimmung zur erneuten Wiederwahl. Der politisch kaltgestellte Gier starb noch im selben Jahr.

## Ehrungen
In Mühlhausen wurde eine Straße nach ihm Gierstraße benannt und 1996 sein Grabmal vom Alten Friedhof vor der dortigen Marienkirche aufgestellt.